# Шуманович, Сава
Сава Шуманович (серб. Сава Шумановић; 22 января 1896, Винковци, ныне Хорватия — 30 августа 1942, Сремска-Митровица) — сербский художник.

## Биография
Родился в семье инженера-лесовода. Когда будущему художнику исполнилось четыре года его семья переехала в Шид (Сербия). Сава окончил среднюю школу в Земуне, городке на противоположном от Белграда берегу Дуная. Там он впервые познакомился с искусством живописи. Позже он поступил в Высшую школу искусств в Загребе, учился у Отона Ивековича и Клемента Црнчича, окончил курс в 1918 году. В 1920—1922 годах жил в Париже, где посещал художественную школу Андре Лота. В свой первый французский период Шуманович сдружился с Максом Жакобом, а также с другими работавшими и учившимися здесь сербскими художниками и писателями (в том числе с Растко Петровичем).
Проведя несколько лет в Хорвати, Шуманович вернулся в Париж в конце 1925 года. В это время он испытывает определенное влияние Матисса.
В 1928 году Шуманович, во время своего краткосрочного отдыха в Шиде, организует выставку своих работ, которая приносит ему известность и признание на родине. После еще одного года, проведенного в Париже, Сава в конце концов окончательно переезжает в Шид в 1930 году. Главная выставка в жизни Шумановича произошла в Белградском университете в 1939 году, где он выставил около 410 своих произведений, в основном из периода Шида.
Начало Второй мировой войны он встретил в родном для себя Шиде. В апреле 1941 года хорватские фашисты (усташи) оккупируют Сремский округ и начинают геноцид проживающих там сербов и евреев. Сава Шуманович был арестован 28 августа 1942 года вместе с другими 150-ю сербами и доставлен в концентрационный лагерь в Сремска-Митровице. Казнён выстрелом в затылок 30 августа 1942 года. Похоронен в общей могиле на сербском православном кладбище.

## Творчество
Его ранний художественный стиль характеризовался различными влияниями, прежде всего кубизмом, но также и фовизмом и экспрессионизмом. В своих более поздних работах Сава Шуманович сумел выработать свое собственное, довольно оригинальное, художественное выражение, которое он просто назвал «как я знаю и могу». Благодаря своему уникальному стилю Шуманович может быть назван одним из самых выдающихся сербских и югославских художников XX века.
Наиболее известные произведения: «Скульптор в ателье» (1921 г.), «Акт» (1932—1934 гг.), «Матрос на молу» (1921—1922 гг.), «Античная вариация» (1924 г.), «Дубравка», «Обнаженная в красном кресле» (1932—1934 гг.), «Сельский концерт» (1926 г.), «Зима в Шиде» (1939 г.), «Фрушкогорский пейзаж» (1939 г.), «Дорога зимой» (1942 г.).

## Наследие
Музей, посвященный жизни и творчеству Савы Шумановича, находится в Шиде. Его работы также выставлены в музеях Белграда, Нови-Сада, Крагуеваца и Зренянина.
Галерея, посвященная творчеству Шумановича, была открыта в 1952 году на основе подарка Персиды Шуманович, матери художника. Наследие художника в составе 417 произведений искусства, из которых 356 картин маслом, находится в доме семьи Шумановичей. В 1989 году здание было отремонтировано, а первоначальная выставочная площадь была увеличена с 400 до 700 м2. Это позволило одновременно выставлять большее количество картин. Основным направлением деятельности галереи является сохранение и экспозиция картин, полученных в качестве подарков. В дополнение к этому была накоплена богатая коллекция документальных материалов, а также необычайно богатая газетная и периодическая библиотека, содержащая каталоги всех выставок, проводимых до настоящего времени.
Также частью галереи является Мемориальный дом Савы Шумановича. В галерее функционирует художественный кружок «Сава Шуманович», состоящий из местных художников-любителей. Спустя десять лет после создания галереи был открыт мемориал в честь Савы Шумановича.
В 1999 г. Шуманович включен в антологию «100 знаменитейших сербов» (серб. 100 најзнаменитијих Срба), составленную комиссией Сербской академии наук и искусств.

## Память
В городе Минск (Беларусь) в микрорайоне «Маяк Минска» один из домов носит имя Савы Шумановича.

## Галерея

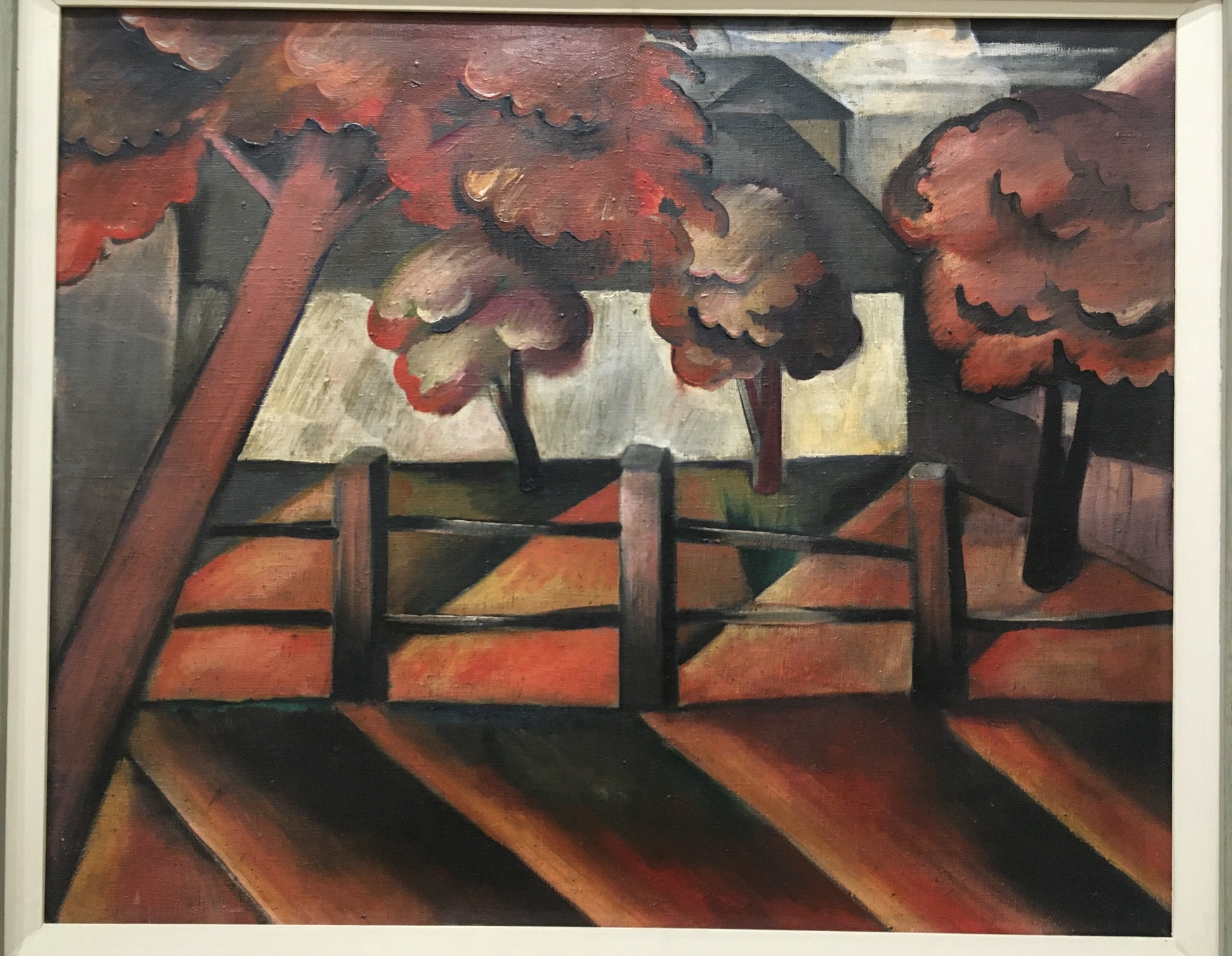
Мост и град, 1921.
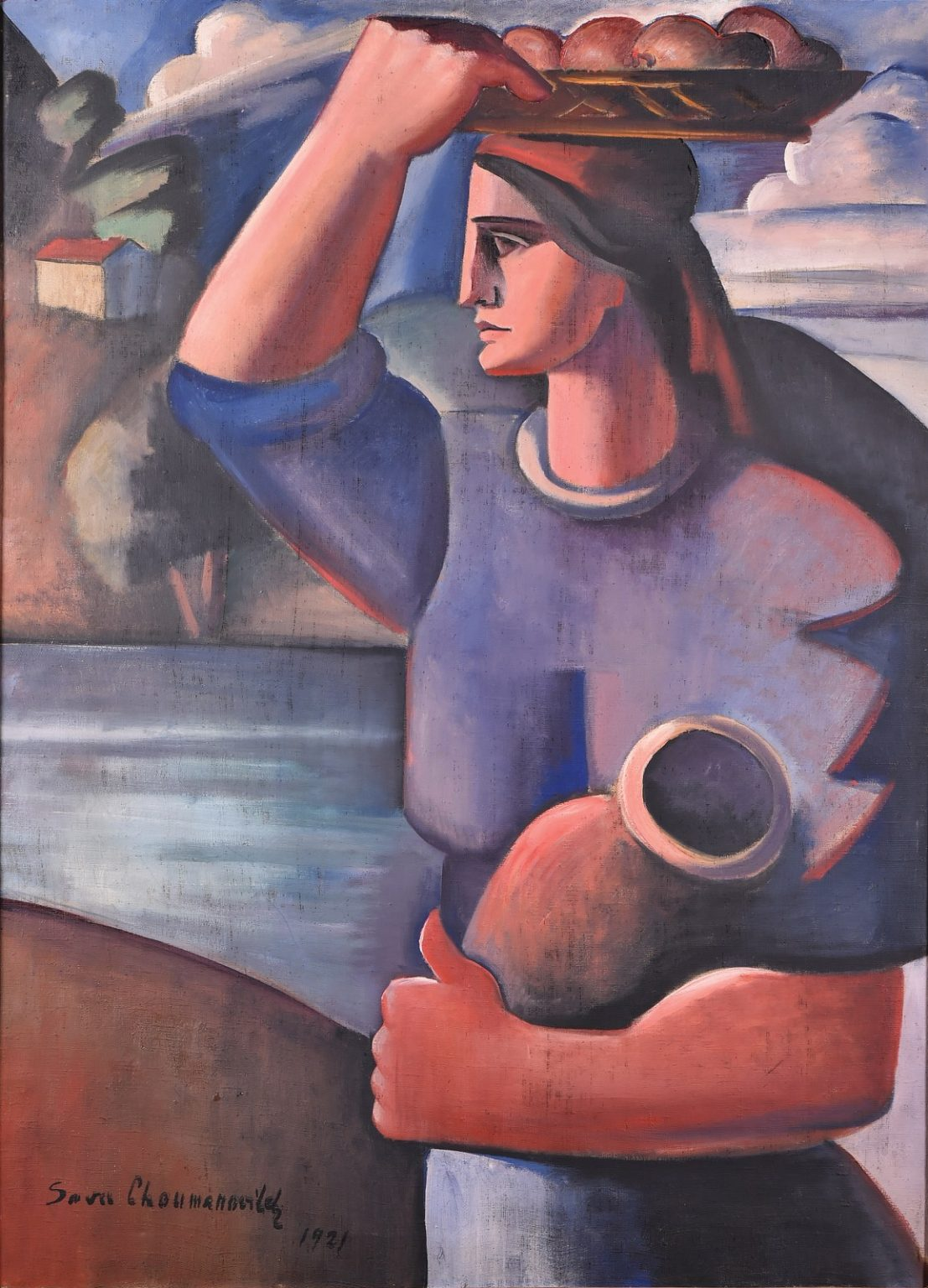
Жена с воћем, 1921.
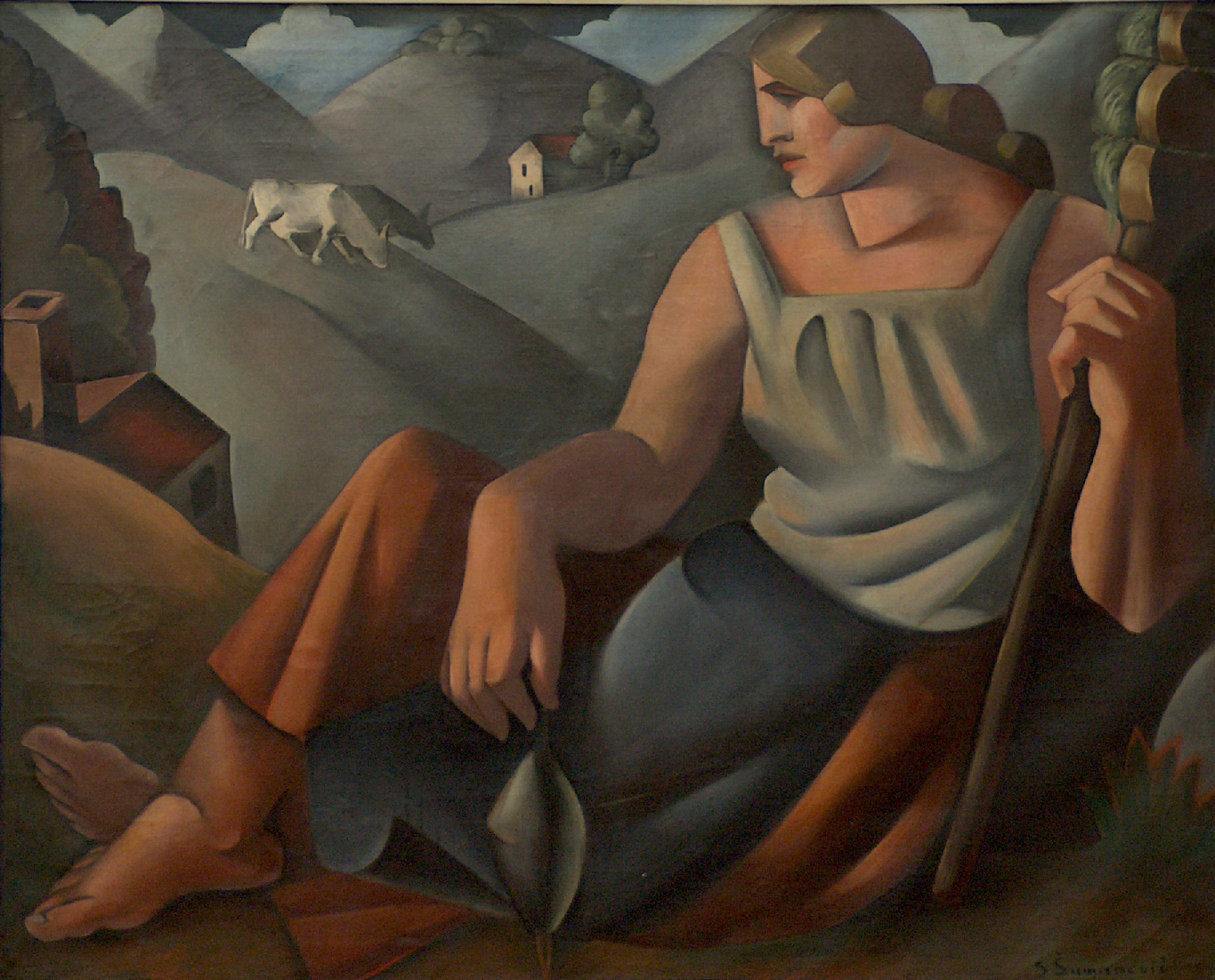
Пастирица, 1924.
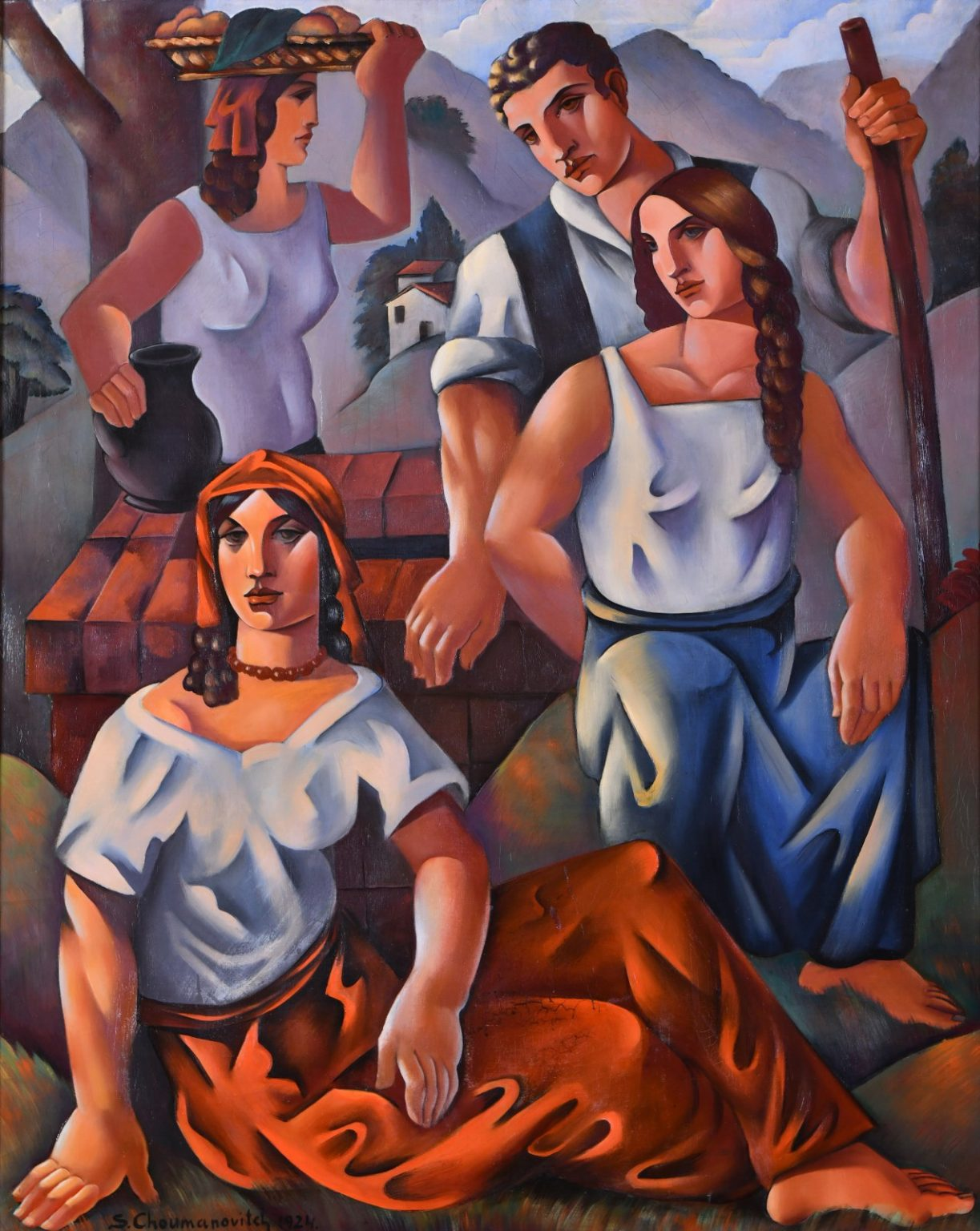
На бунару, 1924.
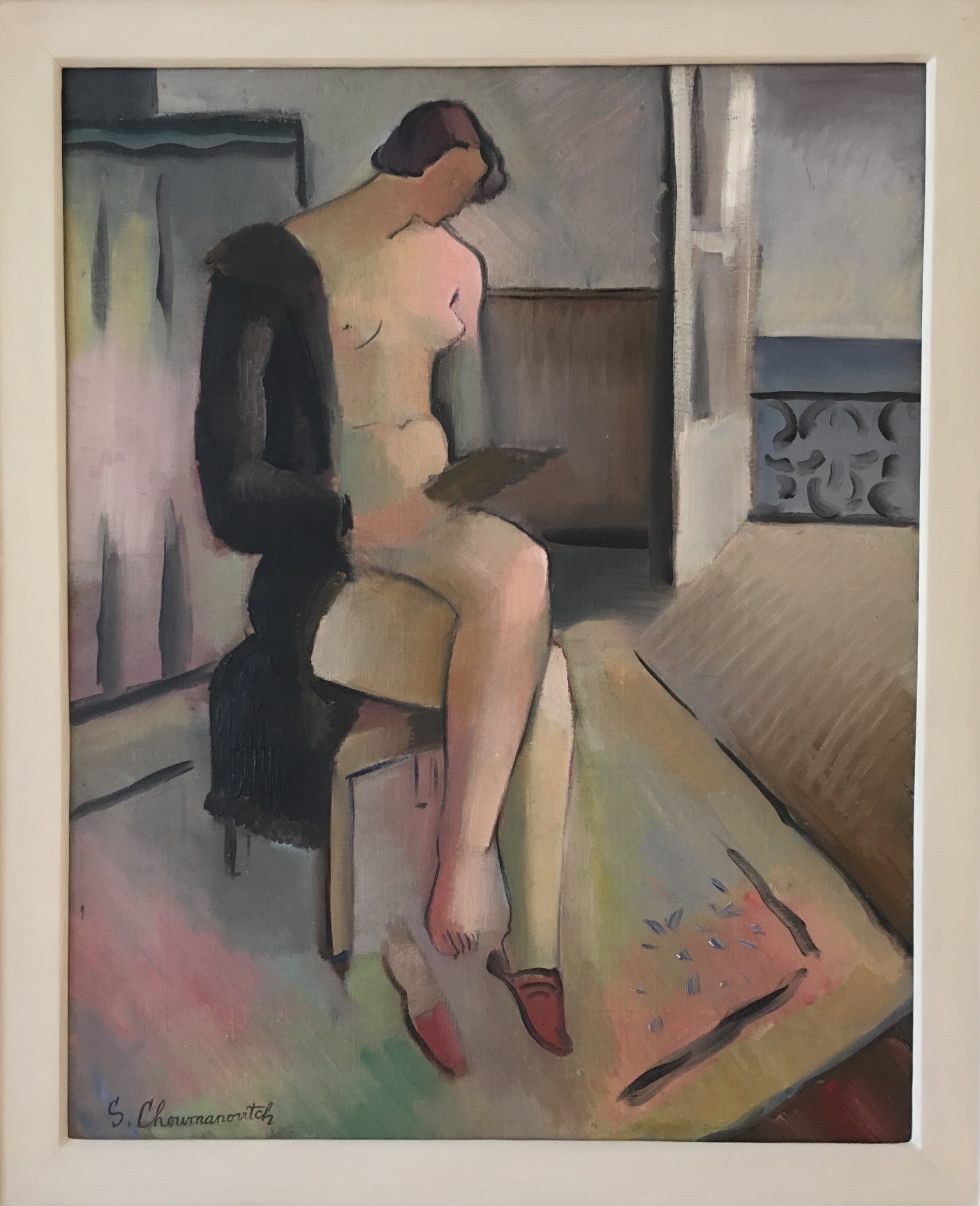
Акт у ентеријеру, 1926.
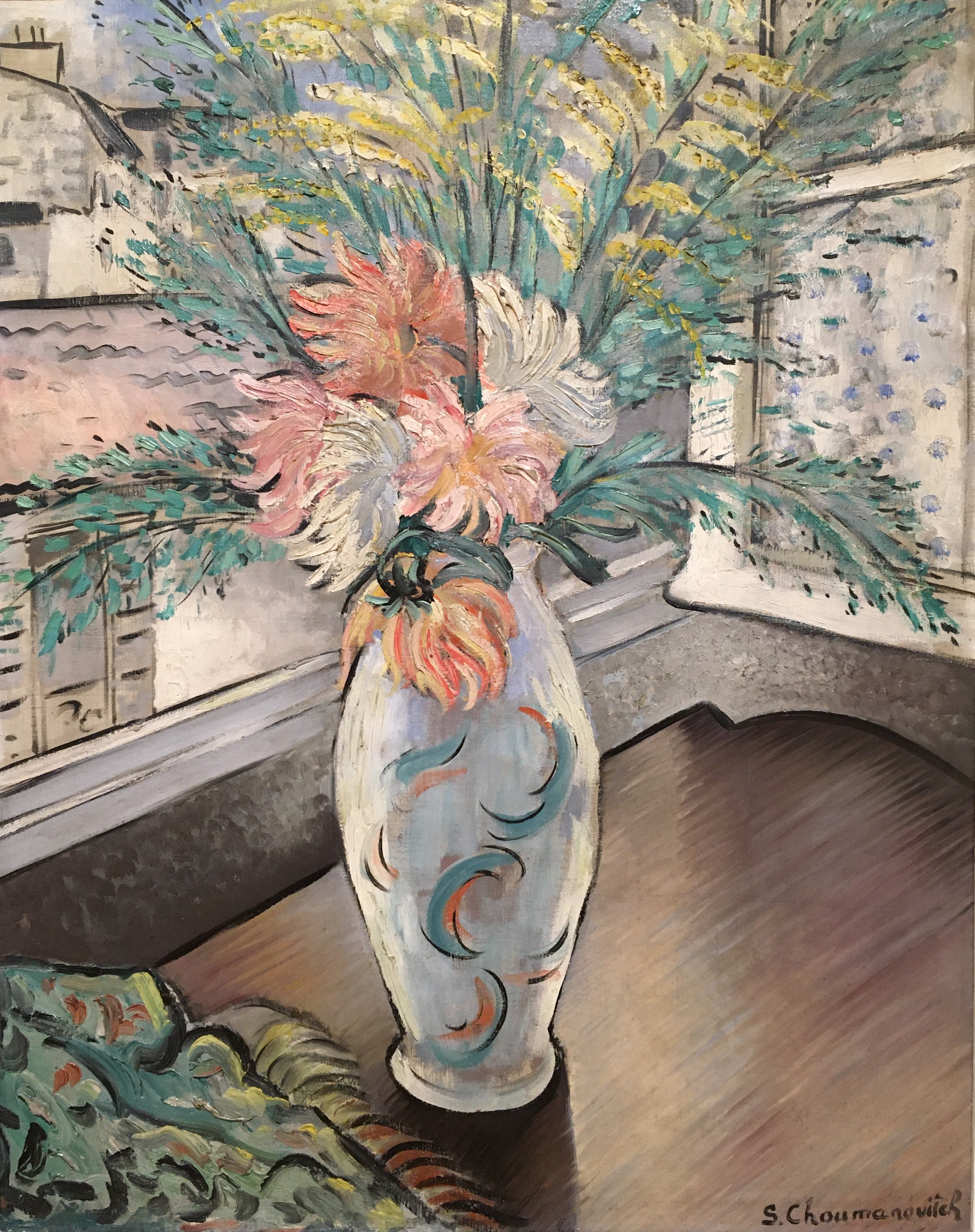
Бела ваза, 1926, холст, масло. Национальный музей Сербии в Белграде.
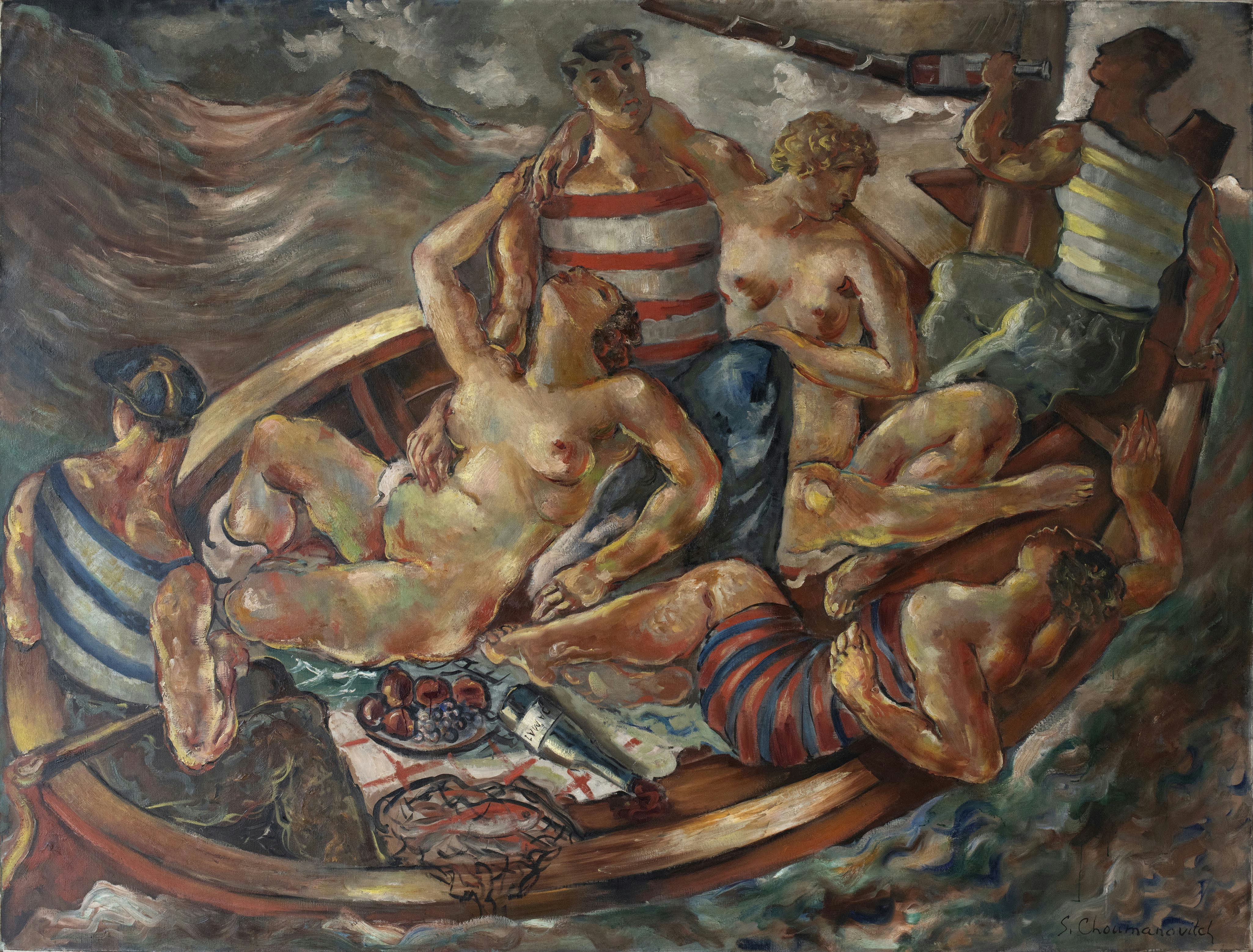
Пијана лађа, 1927.
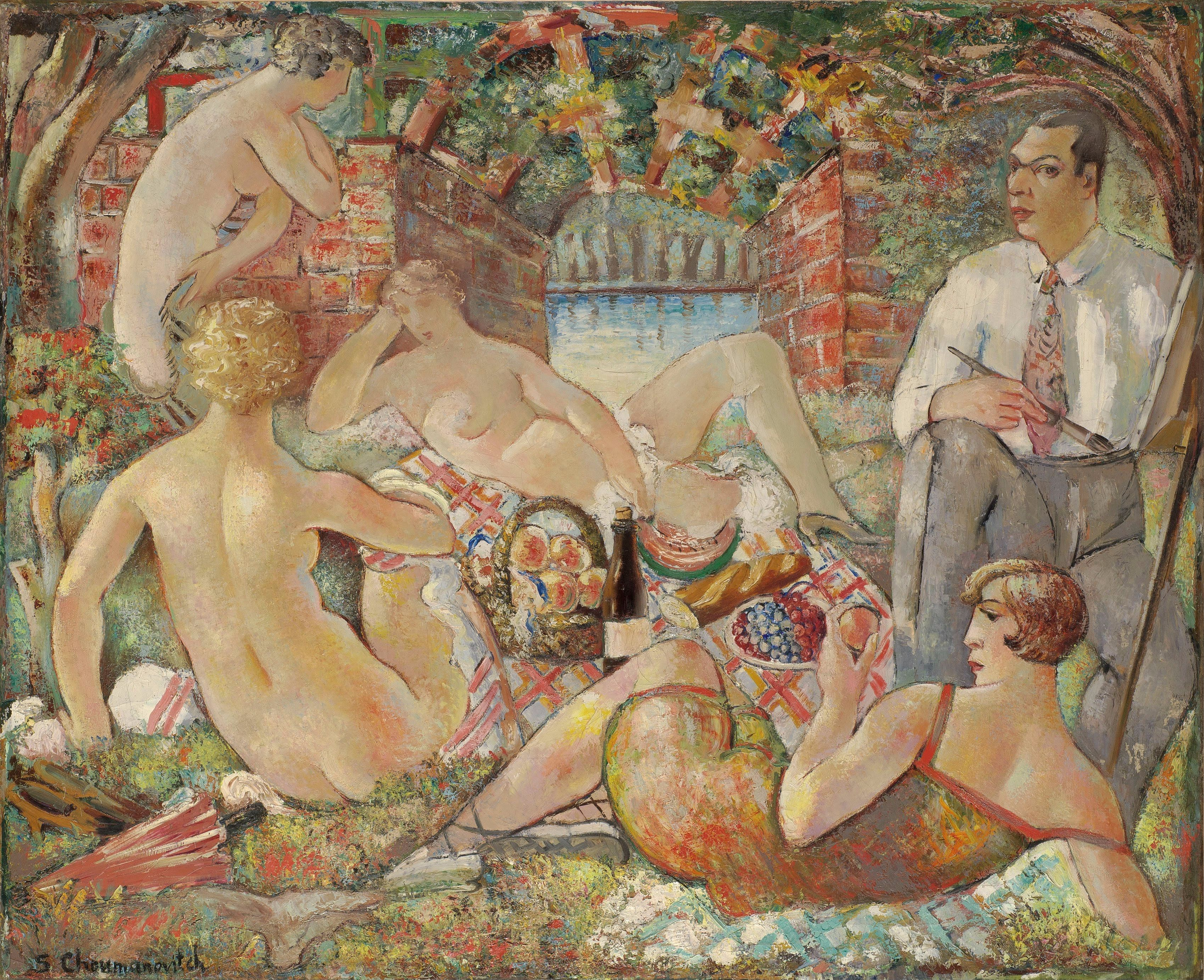
Доручак на трави, 1927.
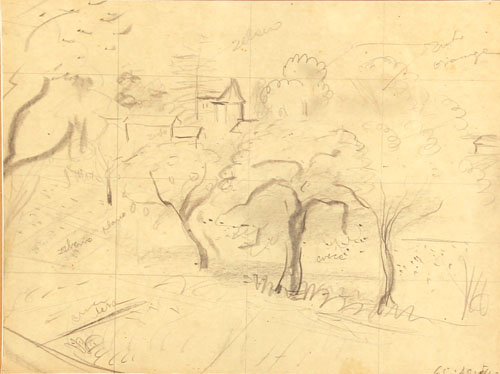
Предео, 1927.
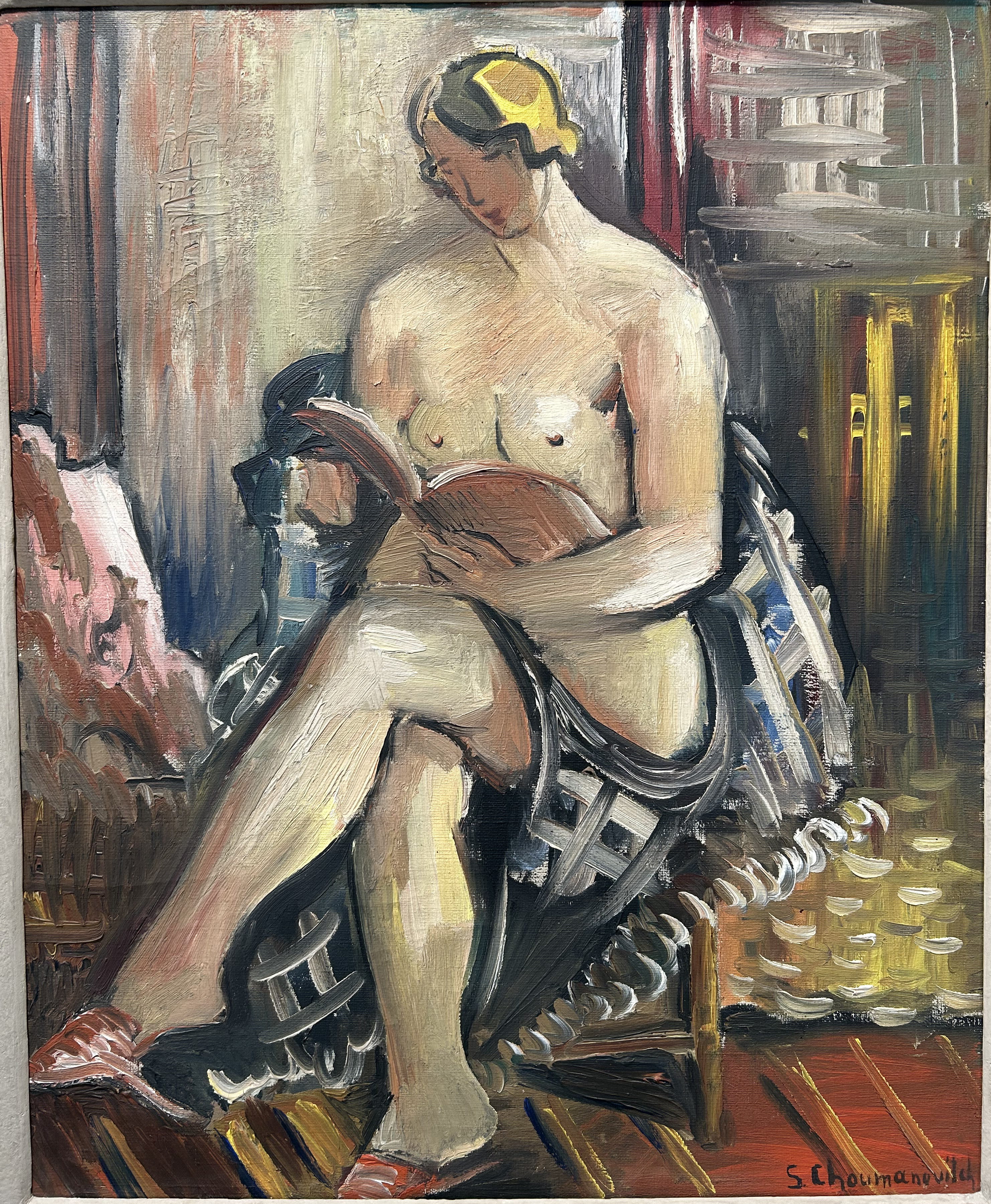
Нага жена са шалом, 1927.
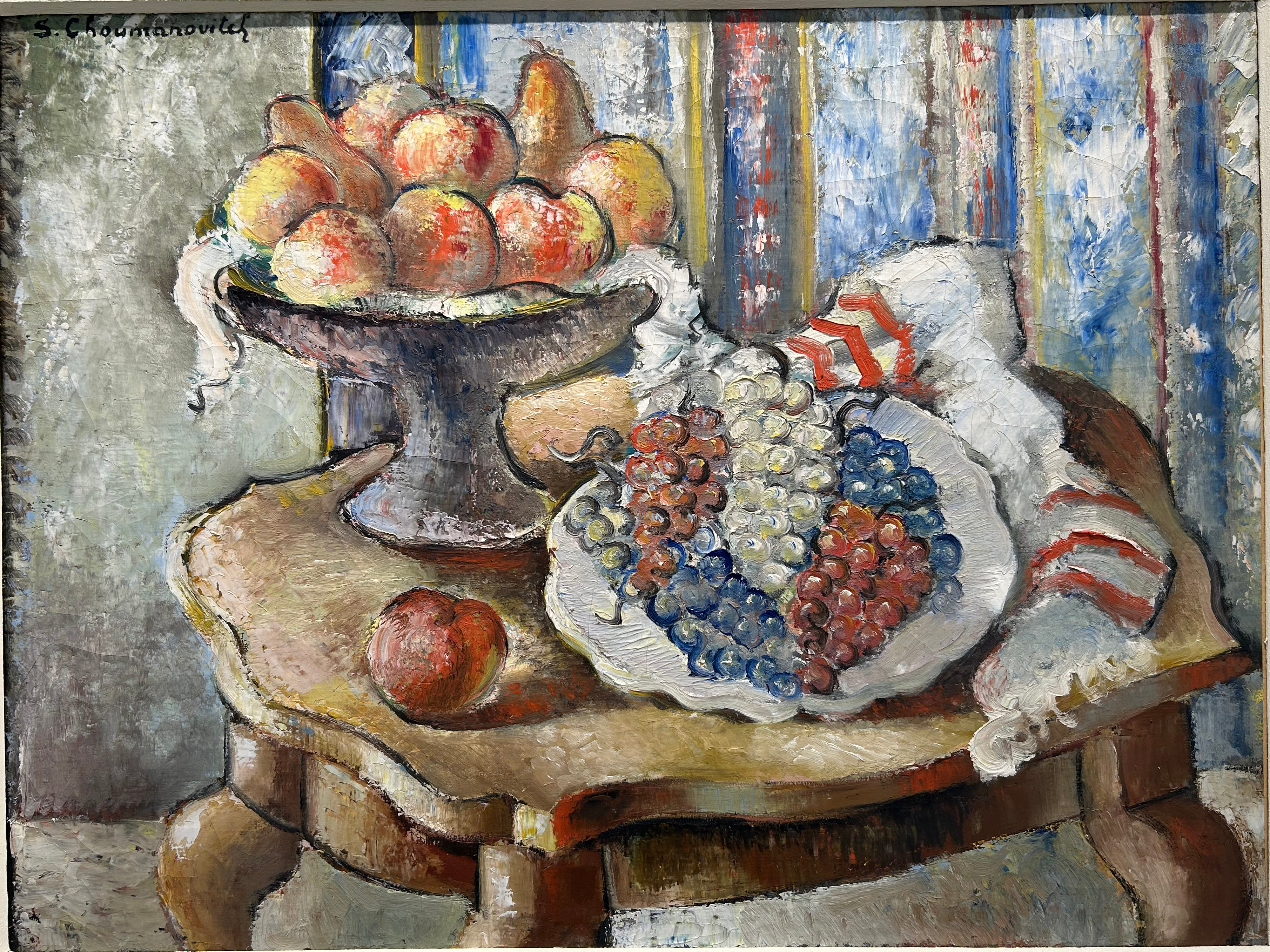
Јабуке и грожђе, 1927.
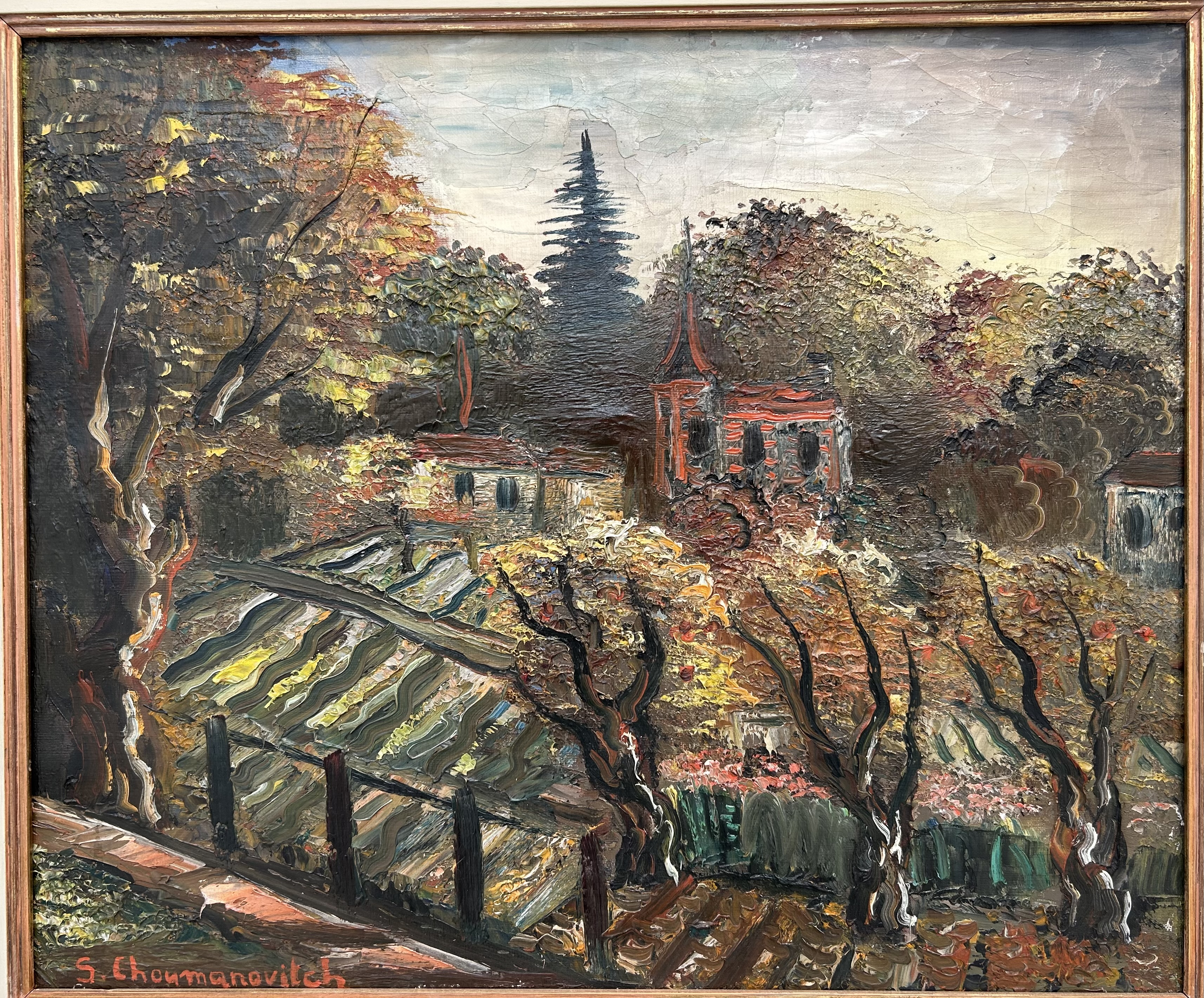
Воћњак, 1928.
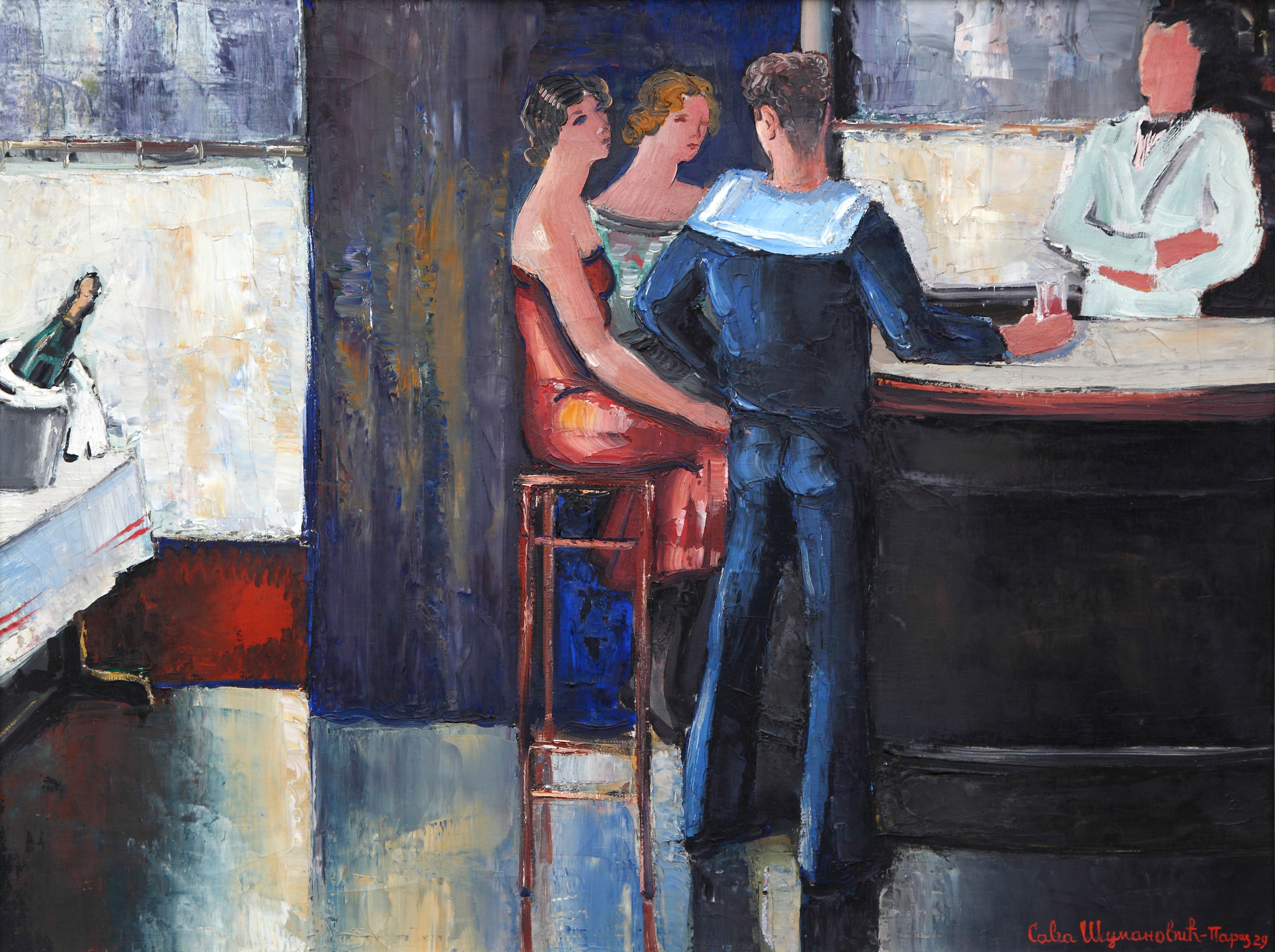
Бар у Паризу, 1929.
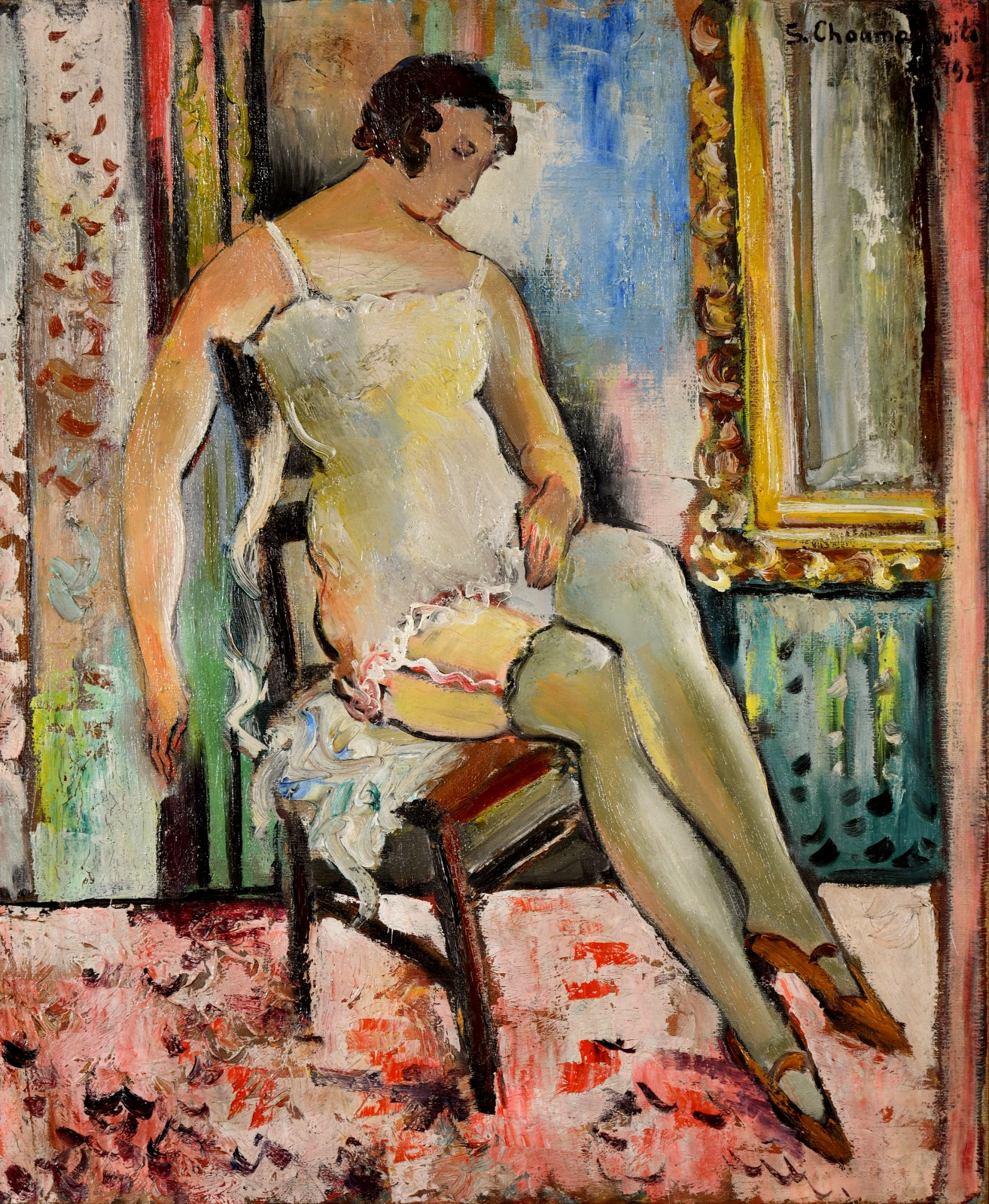
Жена у комбинезону, 1929.
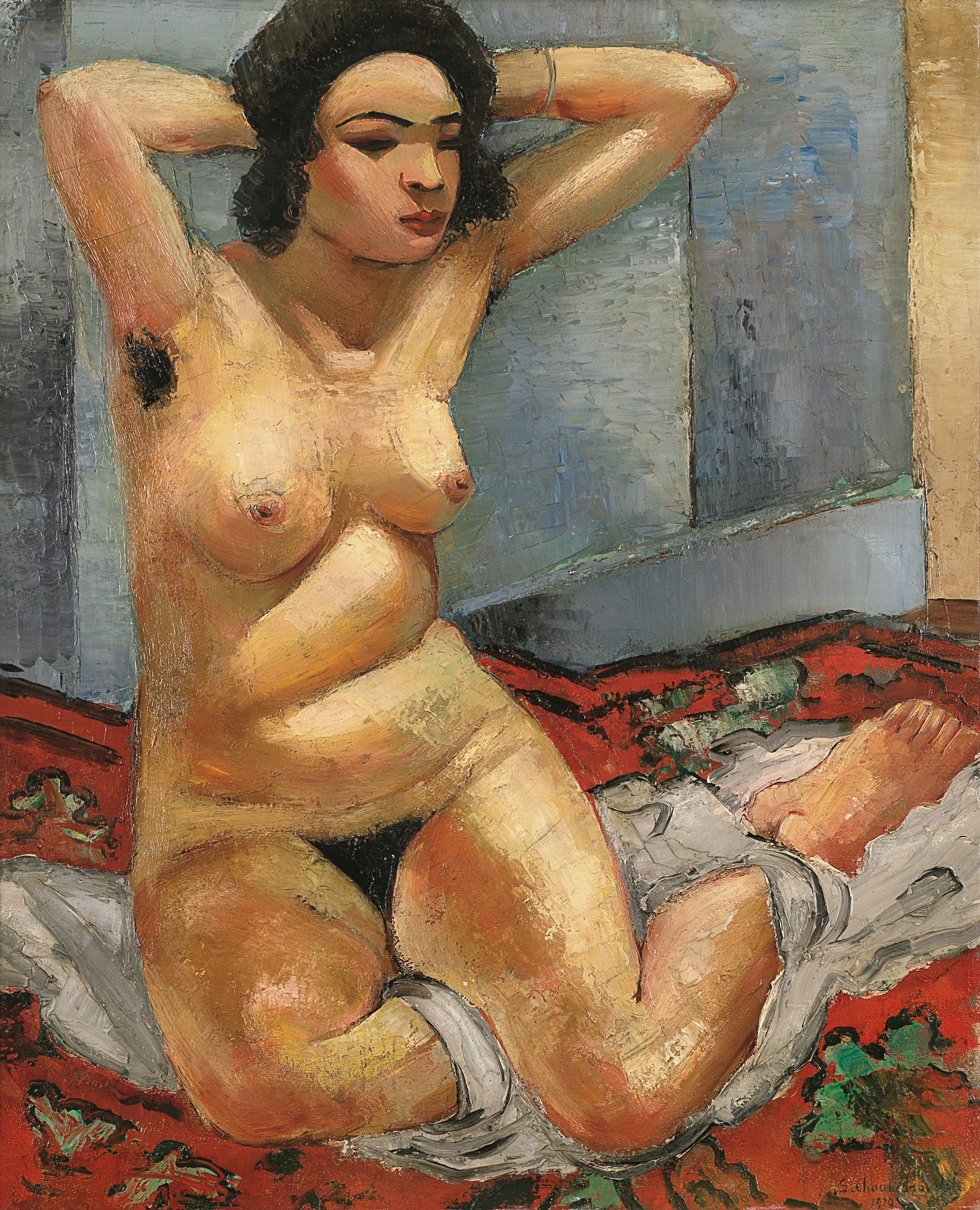
Гола жена, 1929.
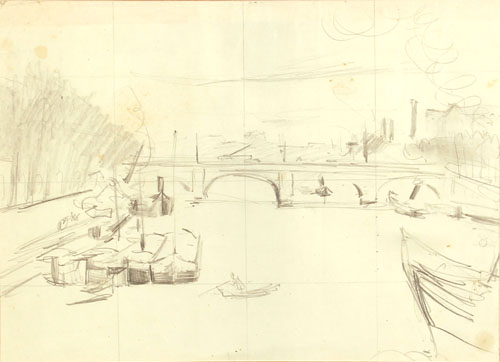
Мотив из Париза са Сене, 1929.
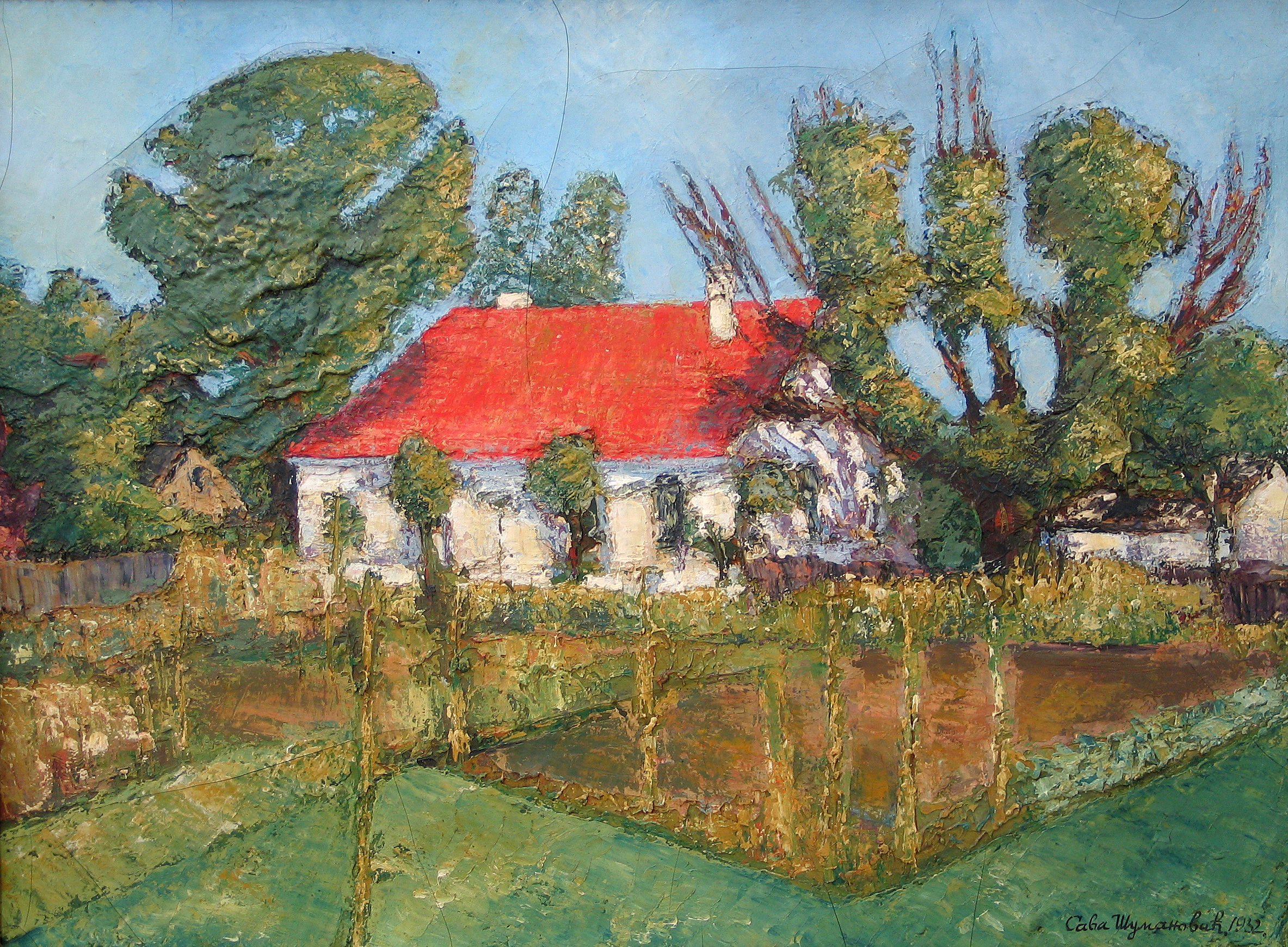
Сеоска кућа, 1932.
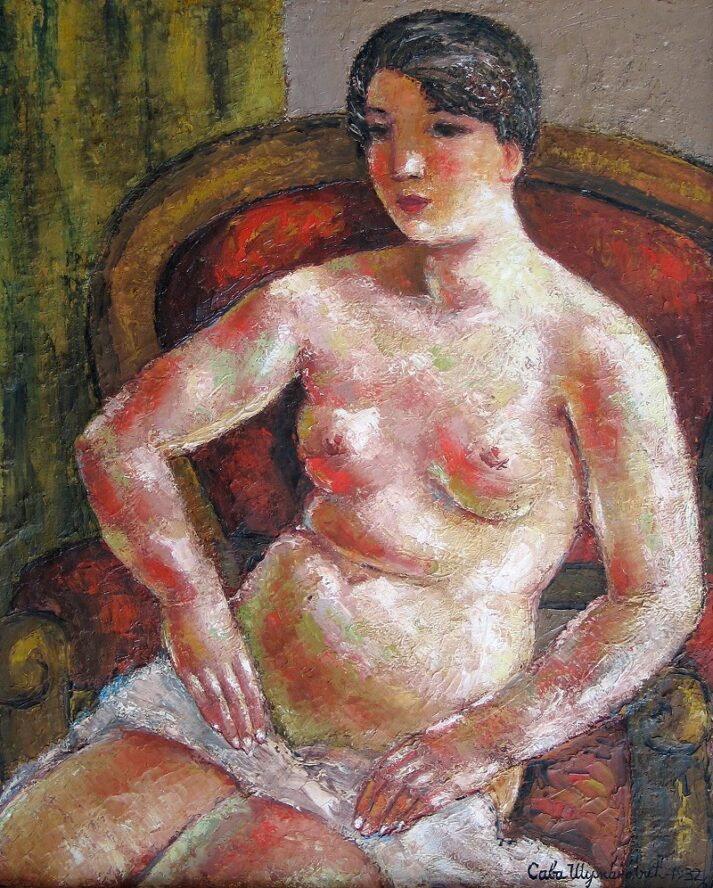
Женски акт у фотељи, 1932-1934
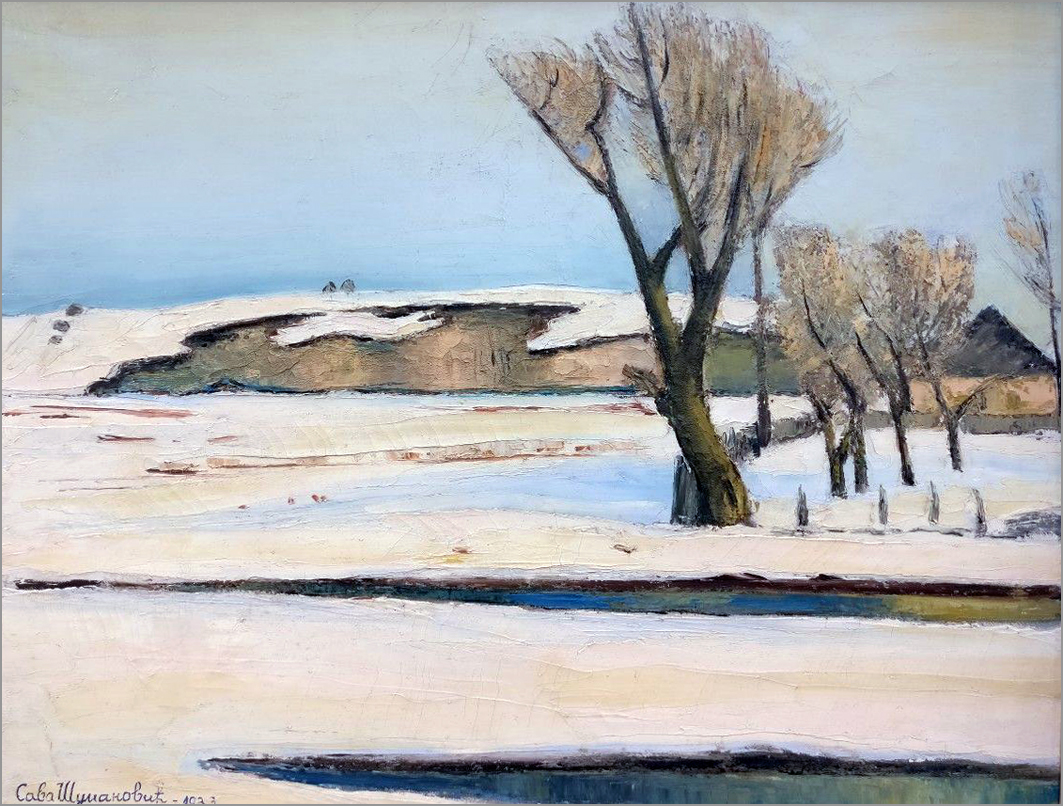
Зима у Срему, 1933.
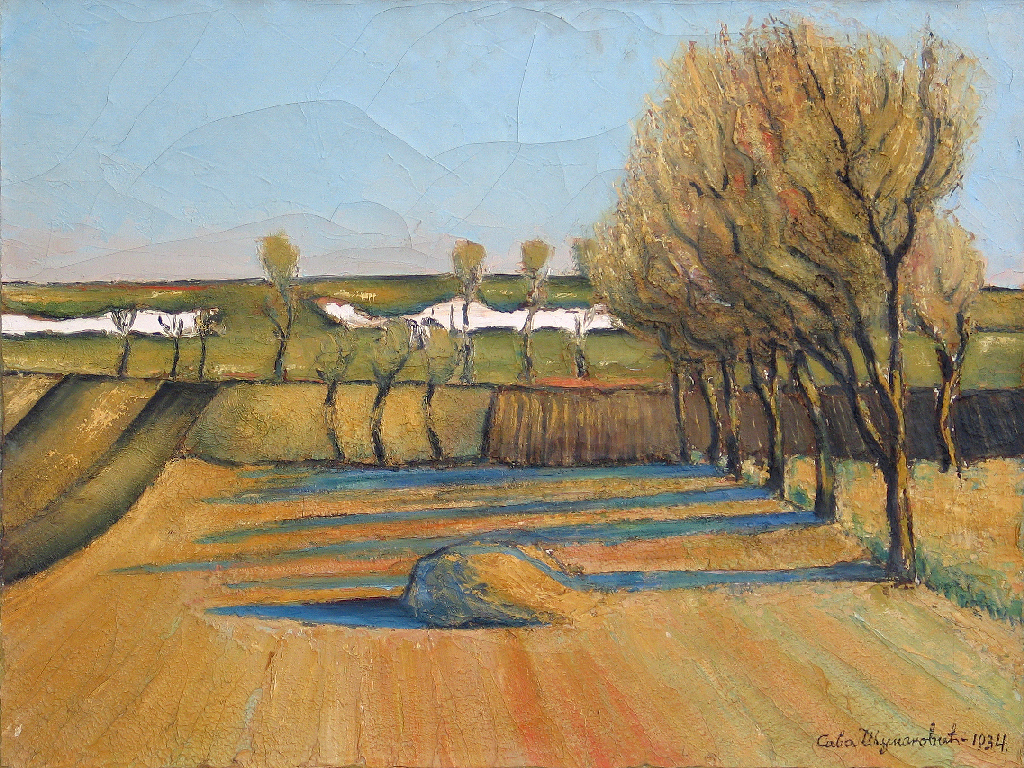
Пред пролеће, 1934.
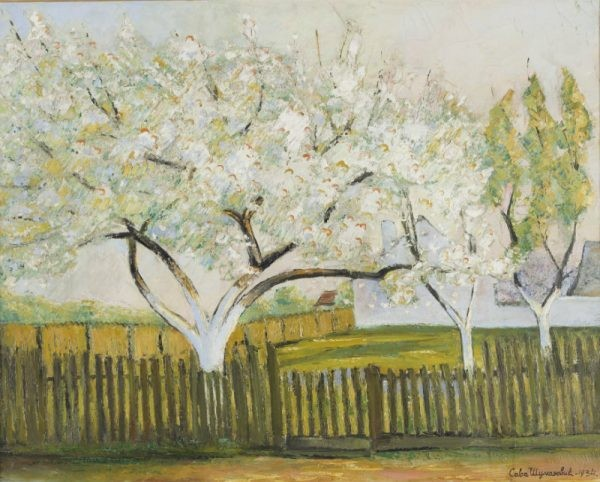
Стара расветала трешња, 1934.
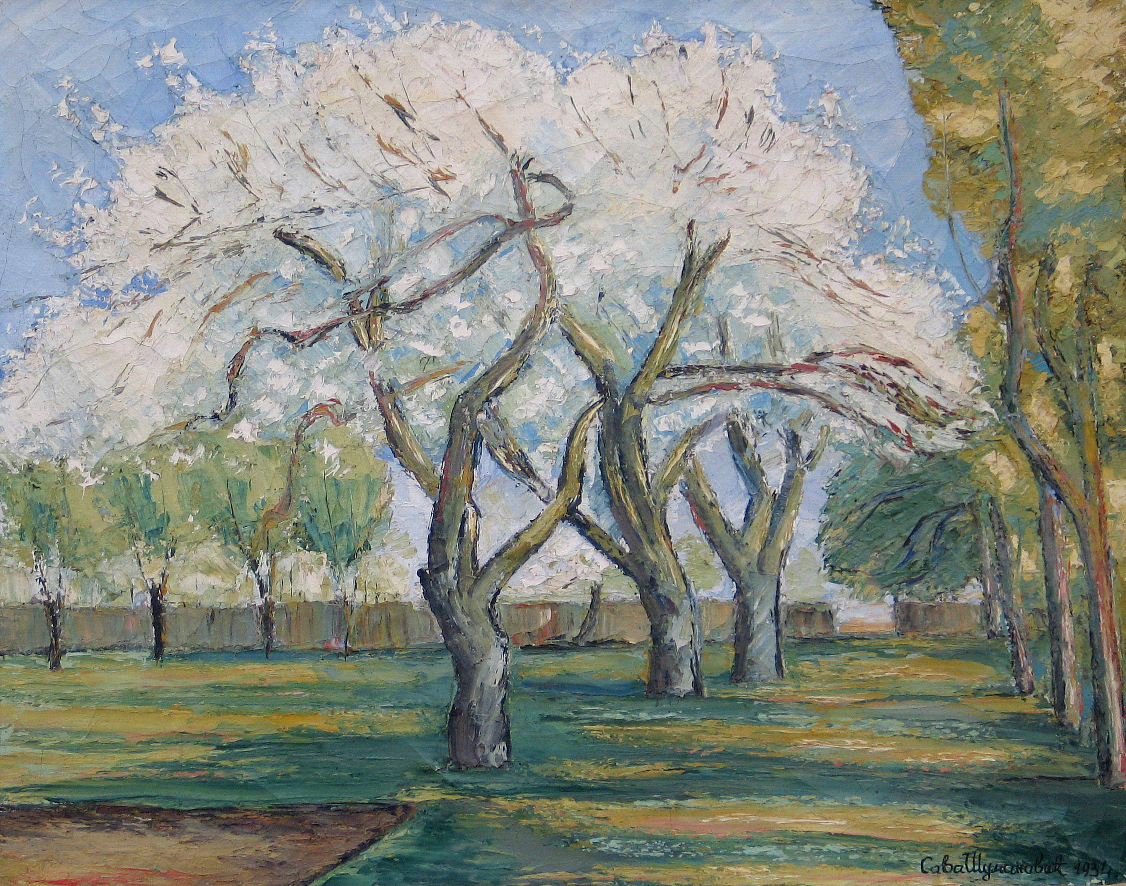
Пролеће у шидским баштама, 1934.
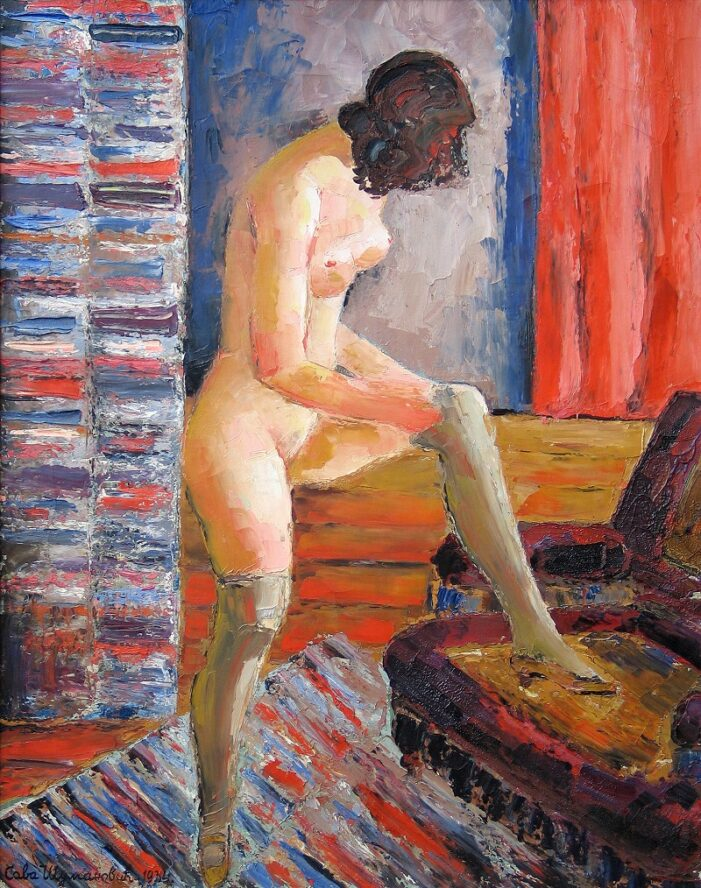
Женски акт погнуте главе, 1934.
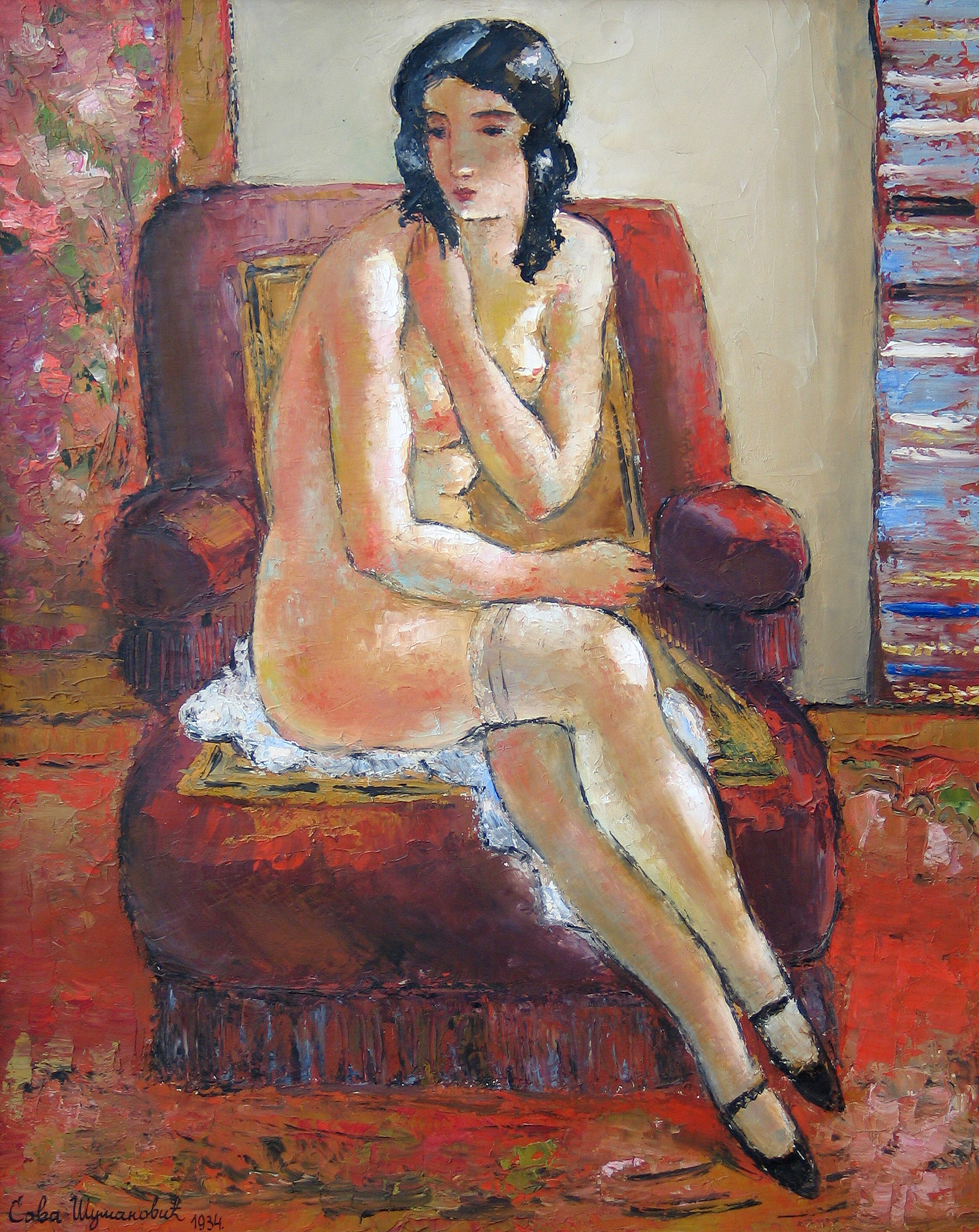
Женски акт у црвеној фотељи, 1934.
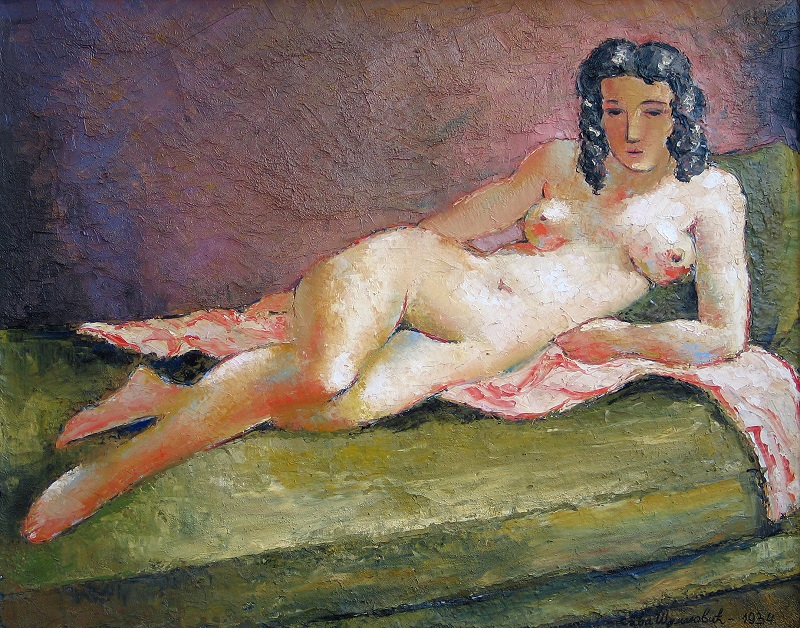
Полулежећи женски акт на дивану, 1934
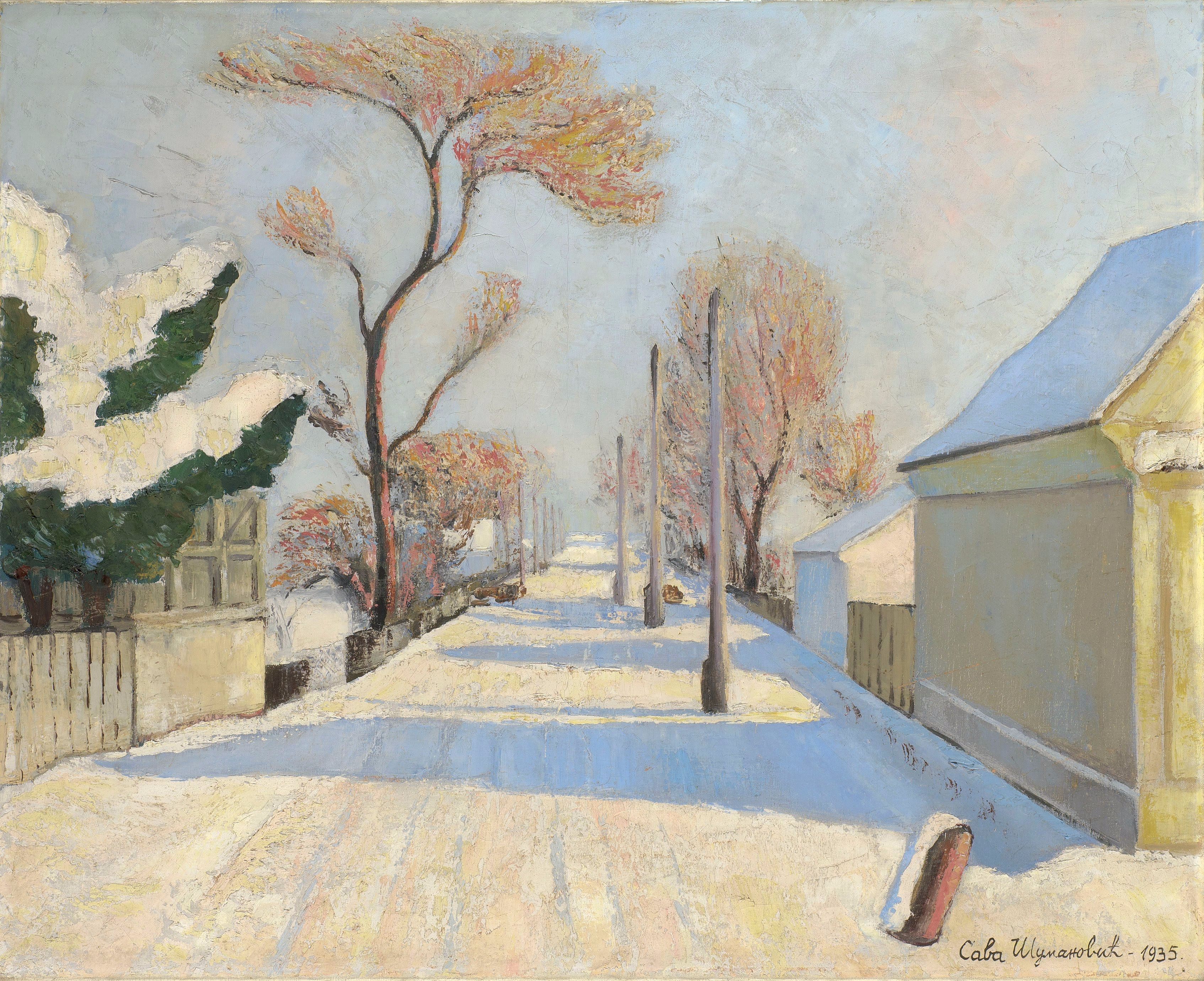
Шид под снегом, 1935.
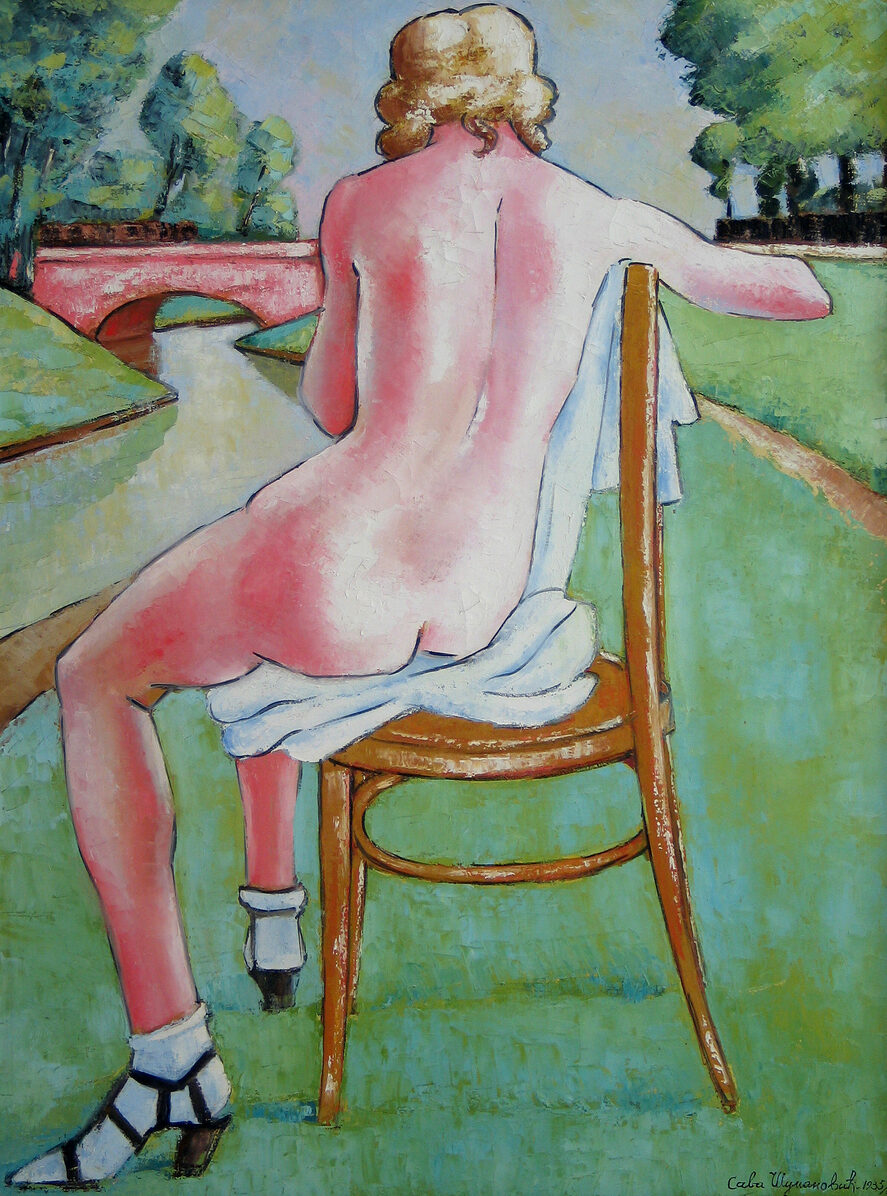
У сенци, 1935.
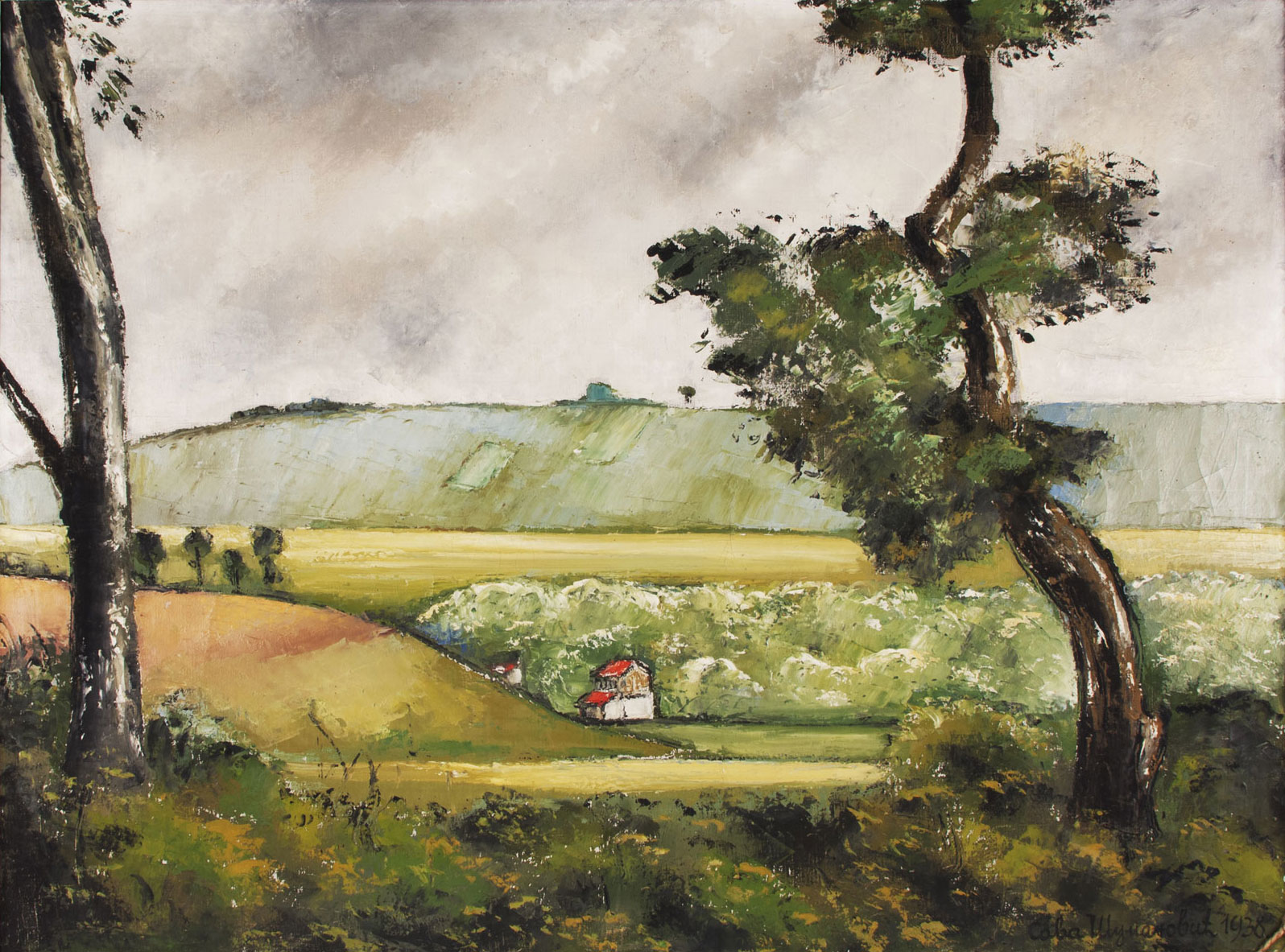
Поглед на Липовачу, 1938.
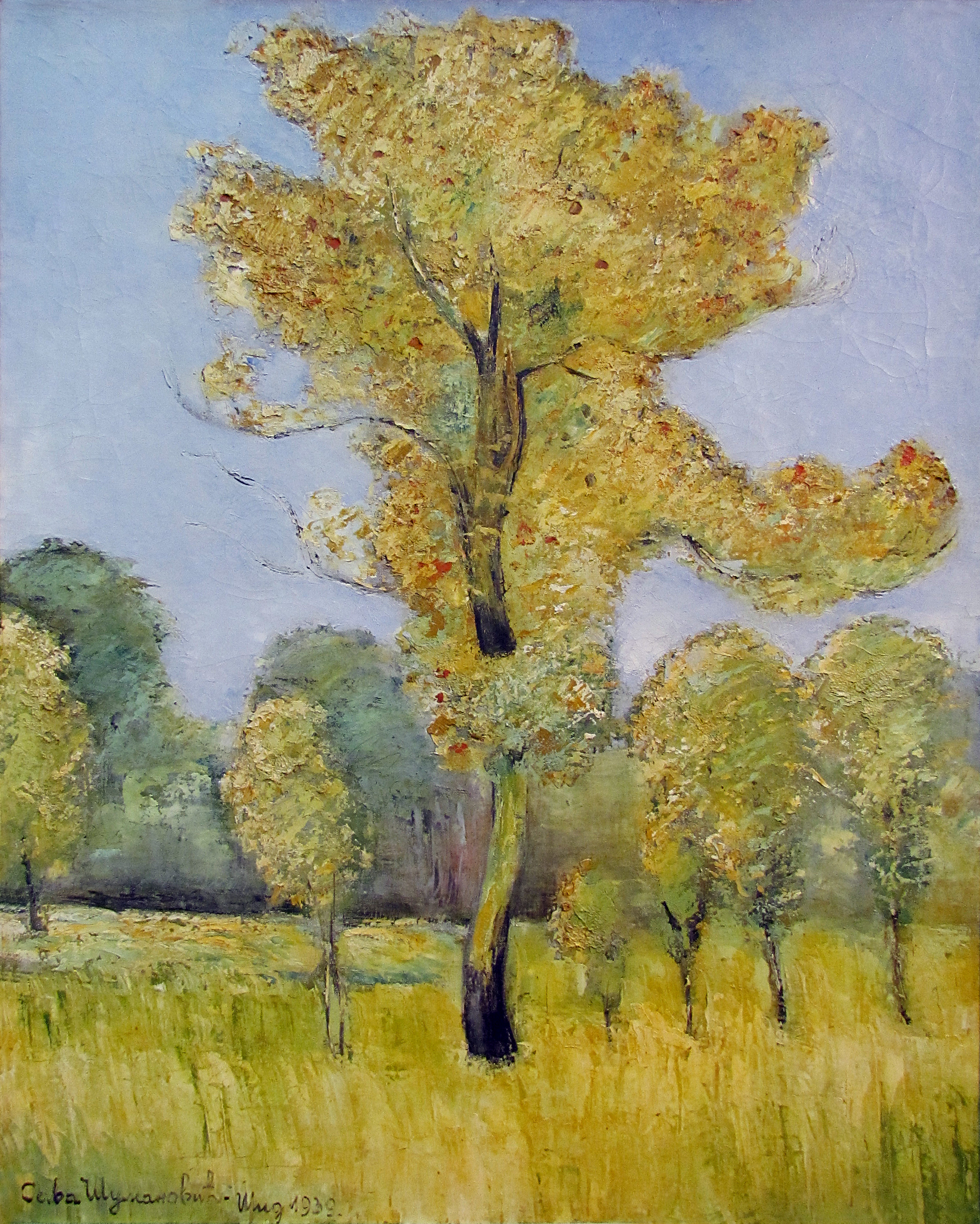
Брест, 1939.
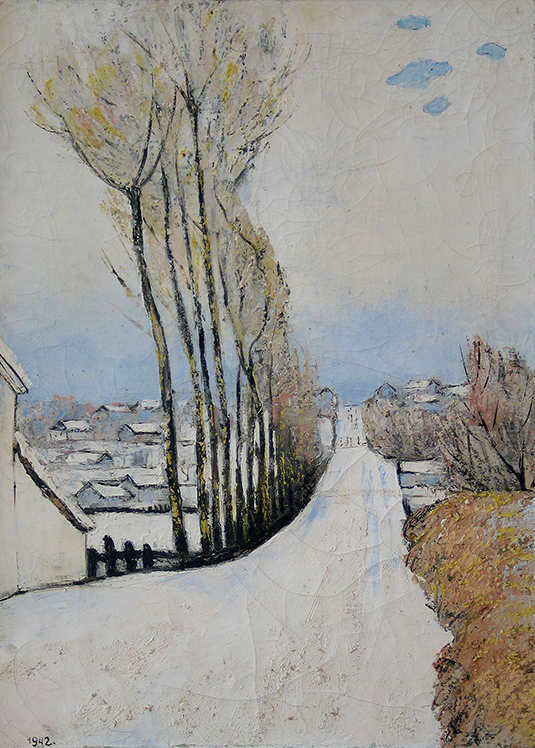
Илочки друм зими, 1942.